# Большая Визинга
Больша́я Ви́зинга (Большая Визенга, в верхнем течении Визинга) — река в Республике Коми, левый приток реки Сысолы (бассейн Северной Двины).
Длина — 167 км, площадь бассейна — 1970 км². Средний расход воды — 10,68 м³/с. Питание смешанное, с преобладанием снегового.
Начинается на территории Сысольского района в 10 км к западу от деревни Семушино как Визинга. Совершает плавный изгиб, заходя на территорию Прилузского района, после чего течёт на северо-восток. Принимает многочисленные притоки, крупнейшие из них Буб и Вепрь (оба правые). Высота устья — 90 м над уровнем моря.
На левом берегу реки расположены посёлки Шугрэм, Визиндор, деревни Горьковская, Митюшсикт; в 10 километрах от впадения Большой Визинги в Сысолу на обоих берегах — большое село Визинга.
| Средний расход воды (м³/с) реки Большой Визинги по месяцам и за год с 1952 по 1960 гг. (замеры производились на гидрологическом посту в районе д. Чукаиб, 58 км от устья) |

## Притоки
(расстояние от устья)
- 9 км: Сед
- 34 км: Вольдор
- 42 км: Воль (Бол)
- 56 км: Вепрь
- 57 км: Вожъёль
- 71 км: река без названия
- 74 км: Буб
- 81 км: Видзью
- 92 км: Серью
- 103 км: Лунчугрин
- 114 км: Керкашор
- 126 км: Лунпонос
- 150 км: Серью